# Xã Gunkel, Quận Cass, Bắc Dakota
Xã Gunkel (tiếng Anh: Gunkel Township) là một xã thuộc quận Cass, tiểu bang Bắc Dakota, Hoa Kỳ. Năm 2010, dân số của xã này là 43 người.